# فو
الفُو (من اليونانية: φου فُو) نبات اسمه العلمي (Valeriana discorides Sibth.).

## حواش
1. ↑   [وصلة مكسورة] نسخة محفوظة 26 يناير 2020 على موقع واي باك مشين.

## وصلات خارجية
(بالفرنسية)
- phu - Émile Littré. Dictionnaire de la langue française
- Pliny the Elder. Histoire naturelle de Pline, Volume 13 في كتب جوجل

(بالإنجليزية)
- Valeriana Phu. Aurea - Herbaceous Perennials